# شورش ماهی‌گیران بندر انزلی (۱۲۸۵)
شورش ماهی‌گیران بندر انزلی در آبان ۱۲۸۵ خورشیدی (۲۱ نوامبر ۱۹۰۶) روی داد.

## شرح ماجرا
صیادان اهل انزلی برای شکایت به امتیازنامه لیانازوف در تلگرافخانه تجمع کردند. طبق این امتیازنامه آنچه ماهی حلال صید می‌شد به مصرف داخل ایران اختصاص داشت. نوعی ماهی توسط صیادان صید می‌شد که مردم گیلان آن را سوف و مردم روسیه آن را سوراک می‌نامیدند. این ماهی فلس داشت اما دو دندان بزرگ داشت از این رو مردم گیلان آن را حرام می‌دانستند صیادان انزلی به ناچار ماهی سوف را با قیمت نازل هفت تومان در برابر هزار ماهی به شرکت لیانازوف تحویل می‌دادند. صیادان انزلی تلگرافی به آیت‌الله سید محمد طباطبایی زدند و گفتند ثروتمندان انزلی به ما سخت گرفته‌اند که ماهی سوف را به لیانازوف تحویل بدهیم، ولی تاکنون این عمل را انجام نداده‌ایم و منتظر اقدام مجلس شورای ملی هستیم. نمایندگان مجلس از دولت تقاضا کردند به شکایت صیادان انزلی رسیدگی نمایند. پس از مدتی دولت پاسخ داد که قرارنامه لیانازوف از قرار هزاری پنج تومان بسته شده دو سال قبل به اقدامات اولیاء دولت علیه محض مراعات صیادان انزلی هزاری دو تومان علاوه بر پنج تومان شده فعلاً مخالفت با قرارنامه غیرممکن است. برخی از وکلای مجلس به جواب دولت اعتراض کردند. آیت‌الله سید محمد طباطبایی اعلام کرد که نمی‌شود ماهیگیران را اجبار به فروش ماهی کرد. دولت مدعی بود که اگر قرارداد را ملغی کند ناگزیر است پنجاه هزار تومان جریمه و غرامت بدهد. سید محمدطباطبایی پاسخ داد افرادی را می‌شناسد که حاضرند جای لیانازوف را بگیرند و آن پنجاه هزار تومان غرامت را تقبل کنند. با همه این اقدامات ماهی‌گیران بندرانزلی نتوانستند تأثیری بر امتیاز لیانازوف بگذارند. این امتیاز تا سال‌ها بعد در انحصار خانواده لیانازوف باقی‌ماند و دولت تزاری روسیه نیز با کل قوا از آن پشتیبانی می‌کرد، زیرا با این امتیاز تقریباً انحصار خاویار دنیا در اختیار لیانازوف بود. بعد از سرنگونی تزار، حکومت شوروی به جانشینی مارتین لیانازوف نواده استپان لیانازوف مدعی امتیاز شیلات بحر خزر شد. و این امتیاز که از خرداد ۱۲۵۵خورشیدی (ژوئن ۱۸۷۶) منعقد شد تا ۱۱ بهمن ۱۳۳۱خ (۳۱ ژانویه ۱۹۵۳) برای ایران مشکلاتی را به وجود آورد.